# Vedanta
Vedanta (sanskrit वेदान्त vedānta), vilket etymologiskt betyder slutet på Veda och även var en historisk period i Indien, är ett uttryck som i modernt språkbruk betecknar en riktning inom hinduisk filosofi med fokus på läsandet och analysen av äldre religiös litteratur, särskilt Aranyaka och Upanishaderna. Det finns olika riktningar inom Vedanta, där varje riktning har en egen tolkning av skrifterna. Den ledande riktningen kallas Advaita (ad betyder "icke", dwaita betyder "två"; Advaita=Icke-dualitet). Riktningens ledande tänkare var filosofen Adi Shankara, som levde kring 800. Andra framstående Advaitatänkare har varit Ramakrishna, Vivekananda, Sri Aurobindo och amerikanen Ram Dass. 
Huvudtankarna i Shankaras Advaita Vedanta är:
- Den yttersta verkligheten är odelbar, oföränderlig och evig, men de flesta ser världen som mångfasetterad, föränderlig och befolkad av en mängd individuella personer.
- Den individuella själen (atman) är inget annat än världssjälen, Brahman. Ytterst är allt Brahman. Föreställningen att Brahman är ett väsen skilt från den enskilde individen är då en lägre sanning.
- Människans befrielse uppnås när vi inser denna enhet mellan Atman och Brahman.
- Det är illusionen (Maya) som gör att vi ser världen utifrån vår egoistiska ståndpunkt.
- Shankara utgår från Upanisaderna, Bhagavad Gita och Brahma Sutras i sin lära och rekommenderar lämnandet av världen, idka yogaövningar och meditera över heliga texter, speciellt Upanisaderna.
- Hängivenhet (bhakti) till en personlig gud fördöms inte direkt, men detta sker på en lägre nivå.

Det påstås ibland att tänkandet i Vedanta har påverkat den moderna vetenskapen. Bland annat så var Erwin Schrödinger vedantist, och han hävdade att han inspirerats av Vedanta när han formulerade kvantteorin. Schrödinger och Heisenberg skapade en helt ny uppfattning av verkligheten inom viktiga delar av naturvetenskapen.